# Bart Hettema
Bart Hettema is een algemeen verslaggever, wellicht best bekend van zijn reportages bij RTL Nieuws, waar hij tot februari 2010 heeft gewerkt.
Hettema is afgestudeerd aan de Christelijke Academie voor de Journalistiek en de faculteit Geschiedenis van de Universiteit Utrecht, studierichting Ruslandkunde en Oost-Europese geschiedenis. Hij is officieel historicus en Ruslandkundige. Hettema begon bij dagblad De Gelderlander waar hij werkzaam was tot 1994. In datzelfde jaar ging hij aan de slag bij RTL Nieuws. Eerst op de buitenlandredactie en later, in 1999, als algemeen verslaggever. Bart Hettema was goed bevriend met zijn in augustus 2008 omgekomen collega Stan Storimans.
Hettema verliet op 1 februari 2010 na 16 jaar RTL Nieuws om aan de slag te gaan voor de actualiteitenrubriek EénVandaag op Nederland 1. Als reden voor zijn vertrek gaf hij aan langere reportages te willen gaan maken.